# Ihrenbach
Ihrenbach är ett vattendrag i Belgien, på gränsen till Tyskland. Det ligger i den östra delen av landet, 150 km sydost om huvudstaden Bryssel.
Omgivningarna runt Ihrenbach är en mosaik av jordbruksmark och naturlig växtlighet. Runt Ihrenbach är det ganska tätbefolkat, med 58 invånare per kvadratkilometer.